# Jhenaidah

Jhenaidah är en stad vid floden Nabaganga i västra Bangladesh, och tillhör Khulnaprovinsen. Folkmängden uppgick till 107 834 invånare 2011, med förorter 110 541 invånare. Det anses att stadens namn härrör från ordet jhinuk, som betyder ostron vilket förr var en viktig handelsvara för invånarna i området. Jhenaidah blev en egen kommun 1958.